# 瑪格麗塔·阿姆斯特朗-瓊斯女勳爵
瑪格麗塔·伊莉莎白·露絲·阿萊恩·阿姆斯特朗-瓊斯女勳爵（英語：Lady Margarita Elizabeth Rose Alleyne Armstrong-Jones；2002年5月14日—）是一名英國社交名流和珠寶設計師。她是瑪格麗特公主的孫女、英女王伊莉莎白二世的外甥孫女，並多次作為英國王室成員陪同君主及其他成員出席公衆活動。
截至2023年，瑪格麗塔在英國王位繼承順序中排名第二十六順位，是非英女王伊莉莎白二世的後裔中排名前三名。

## 早年生活
瑪格麗塔出生於倫敦的波特蘭醫院，是林利子爵大衛·阿姆斯壯-瓊斯與妻子塞雷納·斯坦霍普所生的女兒。她是史諾登伯爵夫人瑪格麗特公主的孫女、英王喬治六世的曾外孫女；她的母系血緣則可追溯至英王查理二世與芭芭拉·帕門爾所生的私生子第一代葛拉夫頓公爵亨利·斐茲洛伊。瑪格麗塔的名字以祖母瑪格麗特公主和曾外祖母伊莉莎白王太后命名。
她的童年分別在切爾西的公寓、格洛斯特郡戴爾斯福德府的小屋，以及法國南部的奧泰堡三地度過。瑪格麗塔曾先後在切爾西、雅士谷和班伯里進學，大學則在牛津布魯克斯大學修讀攝影相關課程，但大學在其就讀一年級時因疫情而改為線上教學模式，她其後轉為主修活動管理。她也曾在牛津大學附近的一所藝術學校修讀人體素描、陶藝和水彩畫課程。
2022年9月，瑪格麗塔遷居巴黎巴士底廣場附近一處租住的公寓，並入讀成立於1867年、與寶格麗和寶詩龍等國際珠寶企業均有合作的巴黎高級珠寶學院（La Haute École de Joaillerie）學習珠寶設計、寶石鑲嵌和蠟雕。

## 王室形象

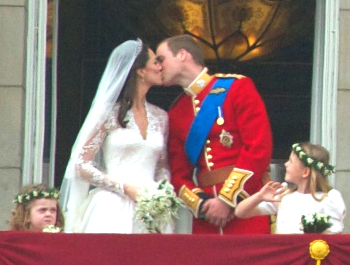
在婚禮後於白金漢宮的陽台上陪同威廉王子伉儷向公眾露面的瑪格麗塔女勳爵（右一）

作為英國王室的近親，她與家人會和王室成員一同在桑德令罕宮的聖瑪利亞瑪達肋納教堂出席王室聖誕崇拜，並在白金漢宮參與由女王主持的聖誕午宴。她更曾陪同英女王伊莉莎白二世出席軍旗敬禮分列式，也會在夏天獲女王邀請前往巴摩拉城堡居住。
瑪格麗塔本人是一名活躍於貴族階層的社交名流，時常參與包括《尚流》舉辦的小黑皮書派對在內的不同社交活動。
2011年4月29日，時年八歲的瑪格麗塔受邀與路易絲·溫莎女勳爵、伊莉莎·洛佩斯和格蕾絲·范·卡特森一同在表堂兄威廉王子和凱瑟琳·密道頓的婚禮上擔任小伴娘。她在一系列慶祝活動中均由皮帕·密道頓帶領和陪同，二人也一同乘坐馬車前往舉行婚禮的西敏寺。
瑪格麗塔也獲邀出席彼得·菲利浦斯和哈里王子等多位王室成員的婚禮、愛丁堡公爵菲利普親王的紀念禮拜、英女王伊莉莎白二世的國葬，以及英王查爾斯三世的加冕禮等重要王室場合。

## 職業生涯
瑪格麗塔在2011年為慈善組織兒童公司擔任模特兒，並自此開始踏足時尚界。她在2022年於朗茲廣場的一家室內設計店中工作了約五個月，並於翌年以一身高級定制禮服登上由法國攝影師呂克·布拉凱拍攝的《尚流》五月刊封面。
她是定制珠寶品牌馬蒂塔（Matita）的創辦人兼設計師，同時也建立了一個屬於她自己的攝影品牌。